# NGC 3199
NGC 3199 – mgławica emisyjna (również obszar H II) znajdująca się w konstelacji Kila. Jest położona w odległości około 12 tys. lat świetlnych od Ziemi (według innych szacunków 7,2 tys. lat świetlnych).
Mgławica została odkryta 1 maja 1826 roku przez Jamesa Dunlopa, popełnił on jednak błąd w określeniu pozycji wielkości jednego stopnia. Nieświadom tego błędu John Herschel niezależnie odkrył tę mgławicę 1 kwietnia 1834 roku. Obaj astronomowie zaobserwowali jednak tylko najjaśniejszą, zachodnią część mgławicy, mającą kształt półksiężyca, a obecnie wiadomo, że ma ona zbliżony do kulistego kształt.
W centrum tej mgławicy znajduje się gwiazda Wolfa-Rayeta WR 18 odpowiedzialna za jej powstanie. Jest to gorąca, masywna, krótko żyjąca gwiazda generująca potężny wiatr gwiazdowy wymiatający otaczający materiał międzygwiazdowy. Dawniej sądzono, że jasny brzeg w kształcie półksiężyca wskazuje na falę czołową tworzoną przez gwiazdę przedzierającą się poprzez jednorodny ośrodek międzygwiazdowy. Pomiary pokazały jednak, że gwiazda nie porusza się prosto w kierunku tego jasnego brzegu i dlatego bardziej prawdopodobnym wyjaśnieniem jest niejednorodny, pozbijany w grudki, otaczający gwiazdę materiał, gęstszy w pobliżu jaśniejszego brzegu wydmuchanej mgławicy.